# Иванов, Анатолий Евгеньевич (историк)
Анато́лий Евге́ньевич Ивано́в (род. 31 июля 1936 или 1936, Москва) — советский и российский историк, специалист в области истории России, истории культуры, истории народного образования, истории высшей школы конца XIX — начала XX веков. Доктор исторических наук (1992), главный научный сотрудник ИРИ РАН. Лауреат премии имени В. О. Ключевского (2012) и Макариевской премии (2017).

## Биография
Родился 31 июля 1936 года в Москве.
Окончил Московский историко-архивный институт.
В 1960-е годы работал в Институте Латинской Америки АН СССР, с 1971 года работает в Институте истории СССР (российской истории).
В 1976 году защитил кандидатскую диссертацию, тема: «Университетская политика самодержавия накануне первой русской революции», в 1992 году защитил докторскую диссертацию «Высшая школа России в конце XIX — начале XX века»

## Научно-организационная деятельность
- Член Учёного совета ИРИ РАН
- Член диссертационного совета по истории науки Института истории естествознания и техники
- Член диссертационного совета по истории Орловского государственного университета
- Член редколлегии журнала «Российская история»

## Научные труды
- Борьба за массы в трех революциях в России: Пролетариат и средние городские слои. М.: Мысль, 1981 (в соавт. с В. П. Булдаковым, Н. А. Ивановой, В. В. Шелохаевым);
- Высшая школа России конца XIX — начала XX в. М., 1991;
- Учёные степени в Российской империи XVIII в. — 1917 г. М., 1994;
- Студенчество России конца XIX — начала XX в.: социально-историческая судьба. М., 1999;
- Студенческая корпорация России конца XIX — начала XX в.: опыт культурной и политической самоорганизации. М., 2004;
- Мир русского студенчества. 80-е годы XIX — начало XX в. Очерки. М., 2010;
- Учёное достоинство Российской империи. XVII — начало XX века. Подготовка и научная аттестация профессоров и преподавателей высшей школы. М.: Новый хронограф, 2016

## Награды
- Премия имени В. О. Ключевского (2012) — за серию монографий по истории высшей школы Российской империи конца XIX — начала XX века: «Высшая школа России в конце XIX — начале XX века»; «Учёные степени в Российской империи. XVIII в. — 1917 г.»; «Студенчество России конца XIX — начала XX века: социально-историческая судьба»; «Студенческая корпорация России конца XIX — начала XX века: опыт культурной и политической самоорганизации»; «Еврейское студенчество в Российской империи начала XX века. Каким оно было? Опыт социокультурного портретирования»; «Мир российского студенчества. Конец XIX — начало XX века. Очерки».
- Макариевская премия первой степени в номинации «история России» (2017) — за труд «Учёное достоинство в Российской империи XVIII — начало XX века»